# Harry Renshaw
Harry N. Renshaw (ur. 9 grudnia 1906 w Nogales, zm. 19 grudnia 1943 w Patnie w Indiach Brytyjskich) – amerykański strzelec, multimedalista mistrzostw świata.
W 1930 roku był cywilem, lecz finalnie dosłużył się stopnia pułkownika.
Renshaw jest jedenastokrotnym medalistą mistrzostw świata, zdobywając 3 złote, 2 srebrne i 6 brązowych medali. Indywidualnie stawał na podium 5 razy, osiągając najlepszy wynik podczas turnieju w 1930 roku, gdy został wicemistrzem świata w karabinie dowolnym w trzech postawach z 300 m (przegrał wyłącznie z Einarim Oksą). Wśród swoich startów najwięcej miejsc na podium uzyskał również w Antwerpii (7, w tym 3 złote) – pod kątem liczby zdobytych medali był najlepszym zawodnikiem tego turnieju.
Zmarł wskutek obrażeń, których doznał podczas katastrofy lotniczej w Indiach Brytyjskich.

## Medale mistrzostw świata
Opracowano na podstawie materiałów źródłowych:
| Mistrzostwa    | Konkurencja                                     | Wynik                                          | Miejsce |
| -------------- | ----------------------------------------------- | ---------------------------------------------- | ------- |
| Sztokholm 1929 | Karabin dowolny, trzy postawy, 300 m            | 1091 pkt. (371–375–345)                        |         |
| Sztokholm 1929 | Karabin dowolny, trzy postawy, 300 m, drużynowo | 5397 pkt. (druż.) 1091 pkt. (371–375–345)      |         |
| Sztokholm 1929 | Karabin dowolny klęcząc, 300 m                  | 375 pkt.                                       |         |
| Sztokholm 1929 | Karabin małokalibrowy leżąc, 50 m, drużynowo    | 1857 pkt. (druż.)                              |         |
| Antwerpia 1930 | Karabin dowolny, trzy postawy, 300 m            | 1100 pkt. (381–371–348)                        |         |
| Antwerpia 1930 | Karabin dowolny, trzy postawy, 300 m, drużynowo | 5441 pkt. (druż.) 1100 pkt. ind. (381–371–348) |         |
| Antwerpia 1930 | Karabin dowolny stojąc, 300 m                   | 348 pkt.                                       |         |
| Antwerpia 1930 | Karabin małokalibrowy leżąc, 50 m, drużynowo    | 1900 pkt. (druż.) 385 pkt. (ind.)              |         |
| Antwerpia 1930 | Karabin małokalibrowy klęcząc, 50 m, drużynowo  | 1877 pkt. (druż.) 374 pkt. (ind.)              |         |
| Antwerpia 1930 | Karabin małokalibrowy stojąc, 50 m              | 368 pkt.                                       |         |
| Antwerpia 1930 | Karabin małokalibrowy stojąc, 50 m, drużynowo   | 1804 pkt. (druż.) 368 pkt. (ind.)              |         |